# William Mulready
William Mulready (1786-1863) est un artiste peintre britannique d'origine irlandaise, membre de la Royal Academy, ayant fait carrière à Londres. Il est réputé pour ses scènes de genre rurales, certains portraits et comme l'illustrateur du premier entier postal au monde.

## Biographie
William Mulready est né le 1er avril 1786 à Ennis, comté de Clare (Irlande). Dès 1792, sa famille déménage à Londres où l'enfant reçoit une bonne éducation dont un apprentissage artistique. Il est si doué en dessin qu'il est reçu à l'école de la Royal Academy à l'âge de 14 ans.

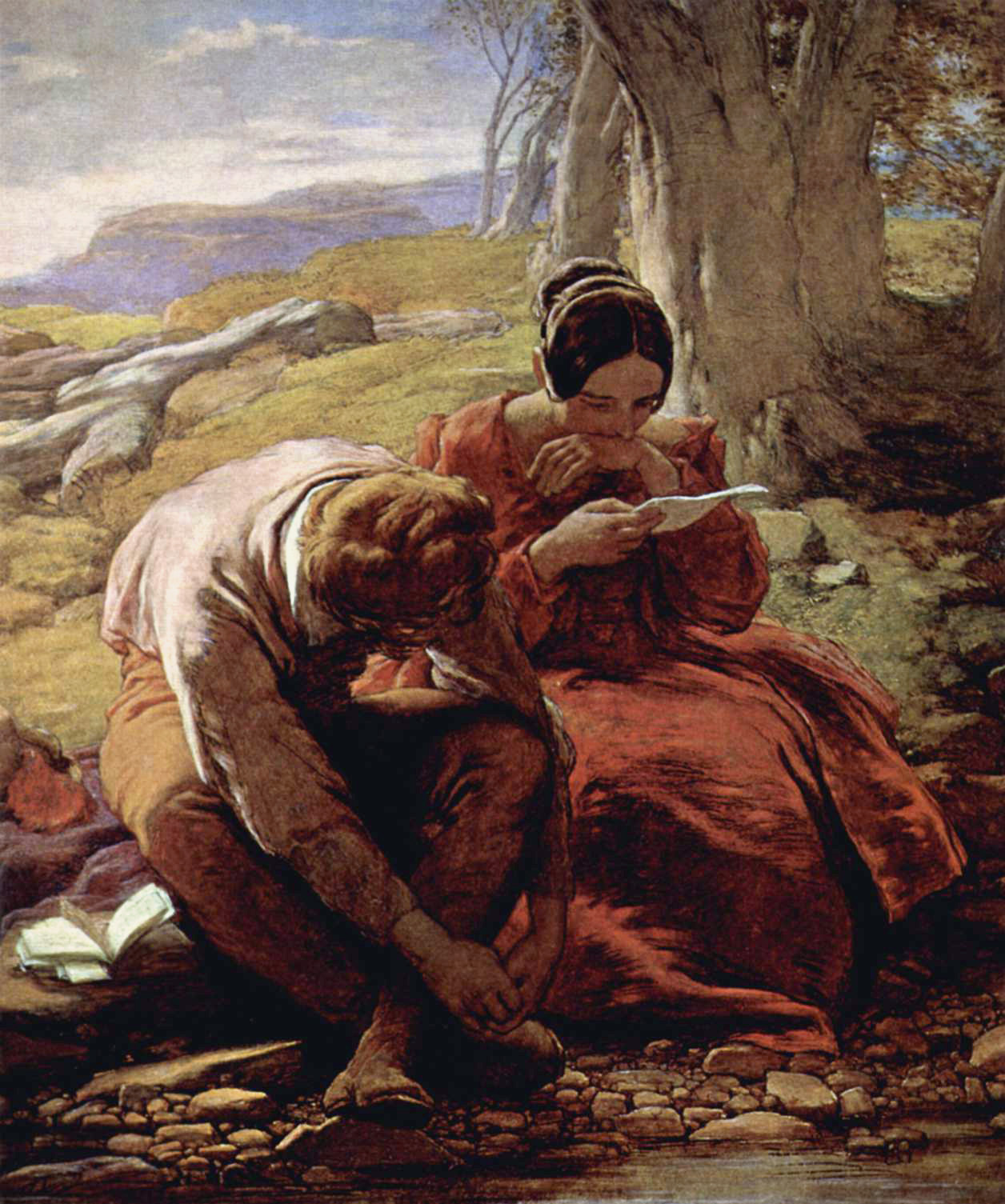
The Sonnet (1839), huile, Victoria and Albert Museum.

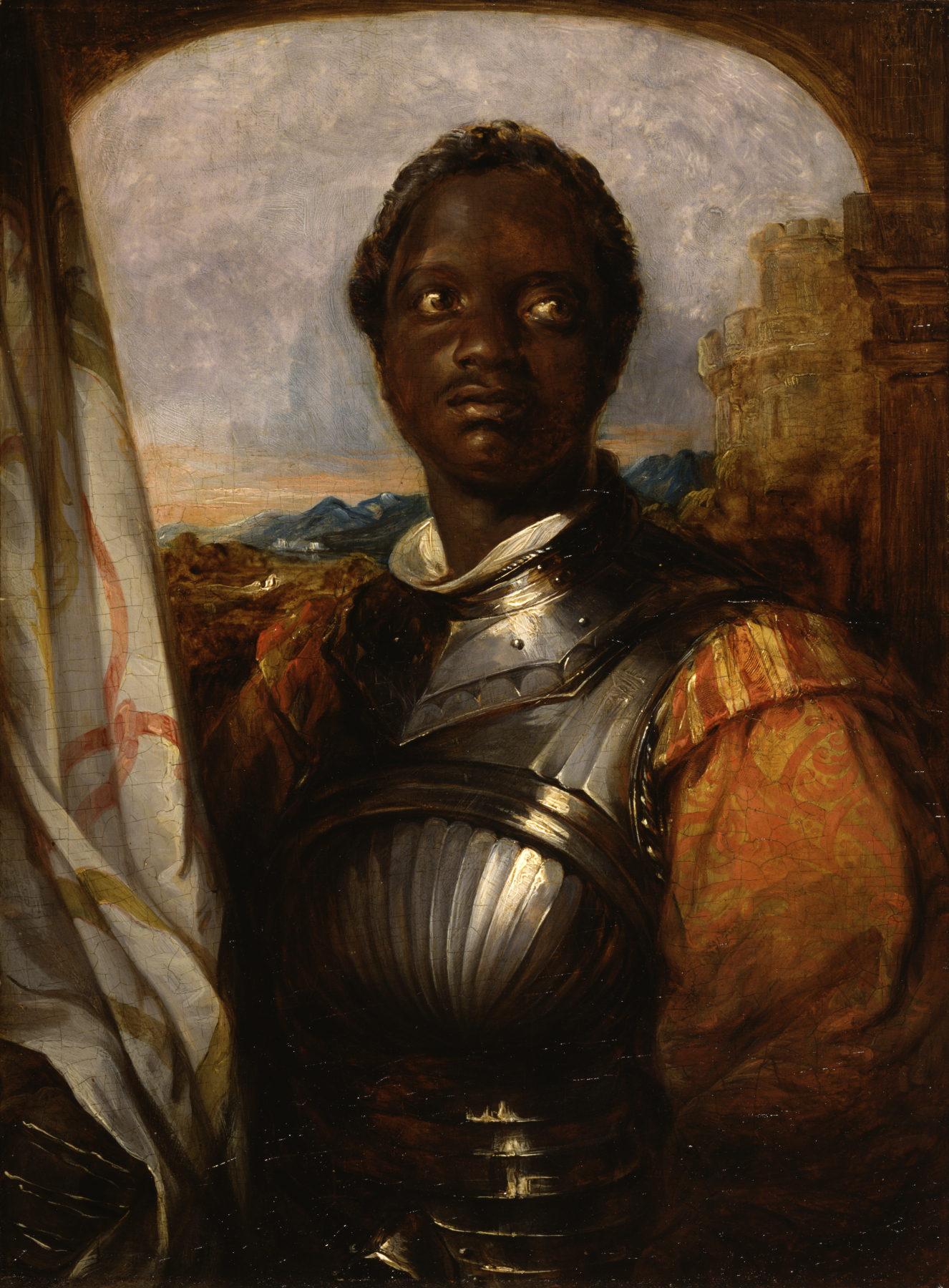
Ira Aldridge (vers 1850), huile, Walters Art Museum.

En 1802, âgé seulement de seize ans, il épouse Elizabeth Varley (1784–1864), une peintre paysagiste. Leurs trois enfants, Paul Augustus (1805–1864), William (1805–1878), et Michael (1807–1889) deviendront également artistes. Les relations avec sa femme vont toutefois se détériorer au fil des années, comme nous l'apprennent ses archives conservées au Victoria and Albert Museum, dans lesquelles il se montre catholique très pieux, et qu'il n'est pas question pour lui de divorcer. Aussi le couple vit séparément. Par la suite, il lui reproche dans ses lettres sa mauvaise conduite, sans pour autant rentrer dans les détails. Dans une lettre qu'elle lui adresse en 1827, elle rejette sur lui l'origine de l'échec de leur mariage.
En 1815, il est élu membre associé de la Royal Academy (A.R.A.), puis l'année d'après, membre de plein droit (R.A.). 
Mulready meurt à l'âge de 77 ans, le 7 juillet 1863, à Bayswater (Londres). Il est enterré au cimetière de Kensal Green, où un monument commémoratif a été érigé. Sa tombe a été dessinée par Godfrey Sykes.
Son petit-fils, Augustus Edwin Mulready (en) (1844-1904) est également devenu peintre.

## Œuvre
L'œuvre de Mulready se développe durant les deux dernières décennies de ce grand élan esthétique que fut l'école anglaise de peinture. 

### Peinture
Ses premières toiles sont des paysages, mais bientôt il acquiert une certaine notoriété grâce à une forme de peinture de genre : à partir de 1808, il entreprend de peindre presque quotidiennement des scènes tirées de la vie rurale. 
Les toiles de Mulready deviendront très populaires sous l'époque victorienne. Sa première peinture mémorable est Returning from the Ale House (En revenant de la taverne à bière), exposée aujourd'hui à la Tate Gallery sous le titre Fair Time, et qui date de 1809. La Tate possède trente-trois toiles de Mulready parmi lesquelles l'une de ses plus reproduites, Le Sonnet (1839), vue comme un pont avec le courant préraphaélite ; le Victoria and Albert Museum en possède cinq parmi lesquelles Scène de neige. La National Gallery de Dublin possède, elle,Young Brother and The Toy Seller. Le musée du Louvre conserve en son fonds depuis 1881 une huile sur toile, L'Abreuvoir.
- Le Dernier arrivé (1834–5, exposé en 1835), huile sur acajou, 62 × 76 cm, Tate Britain, Londres[7]

Outre quelques autoportraits, Mulready est aussi l'auteur de portraits de célébrités du monde du théâtre : le plus fameux est celui d'Ira Aldridge, acteur africain-américain devenu citoyen britannique après être venu en Europe interpréter la plupart des grands rôles shakespearien, tels Othello, Lear, et Macbeth. 

### Illustrations
En 1807, il produit sa première série d'illustrations destinée à l'édition originale des Contes tirés de Shakespeare de Charles et Mary Lamb, ainsi qu'un recueil de poésie pour enfants de Catherine Ann Dorset. Ces ouvrages connurent un franc succès, s’inscrivant dans la lignée de ceux de William Roscoe, et furent réédités tout au long du siècle.
En 1840, Mulready conçoit l'illustration du premier entier postal (postal stationary), appelé par la suite le « Mulready Stationary » : cette enveloppe pré-payée incluant un espace pour la correspondance est une invention de la Royal Mail, elle date du 6 mai 1840, et est contemporaine du Penny Black, premier timbre postal au monde. Les usagers ne trouvèrent pas les illustrations de Mulready — une suite d'allégorie sur tous les peuples du monde — à leur goût et la poste anglaise se décide à supprimer cette enveloppe deux mois plus tard.
Les premiers livres illustrés par Mulready montre une étroite relation entre plusieurs grands créateurs britanniques : les Godwin père et fille, William Blake, Roscoe...
- William Godwin, Fables ancient and modern. Adapted for the use of children from three years of age, deux volumes avec 71 hors-textes, London, Printed for Thomas Hodgkins at the Juvenile Library, 1805.
- William Roscoe, The Butterfly's Ball And the Grasshopper's Feast, London, Printed for J. Harris, 1807.
- Catherine Dorset, The Peacock « at Home: » A Sequel to the Butterfly's Ball. Written by a Lady, six illustrations gravées, Londres, Printed for J. Harris, Successor to E. Newbery, 1808.
- Charles & Mary Lamb, Tales from Shakespeare, designed for the use of young persons, 2 volumes, avec 20 hors-textes gravés par William Blake, Londres, printed for Thomas Hodgkins, at the Juvenile Library, 1807 ; réédition chez M. J. Godwin, 1809.
- Mary Wollstonecraft Godwin [Mary Shelley], Mounseer Nongtongpaw: or, the Discoveries of John Bull in a Trip to Paris, avec 12 gravures sur cuivre, Londres, M. J. Godwin at the Juvenile Library, 1813.
- John Martin, The Seven Age of Shakespeare, dix illustrations gravées d'après Mulready, John Constable, etc., Londres, John Van Voorst, 1840.
- Oliver Goldsmith, The Vicar of Wakefield, avec 32 illustrations gravées par John Thompson (1785-1866), Londres, John Van Voorst, 1843 et suiv.
- History of Kirkstall abbey, Yorkshire, antiquarian and picturesque... with engravings from original drawings, Londres, H. Washbourne, 1847.
- [album] The Loan of a Bite, suite gravée par Henry Chawner Shenton, Londres, 1849.
- Alfred Tennyson, Poems, avec 54 gravures sur bois d'après John Everett Millais, William Holman Hunt, Dante Gabriel Rossetti, Daniel Maclise, John Callcott Horsley et W. Mulready gravés par John Thompson et al., Londres, Edward Moxon, 1857.